# Beilenberg
Beilenberg (mundartlich: Biləbearg) ist ein Gemeindeteil der Stadt Sonthofen im bayerisch-schwäbischen Landkreis Oberallgäu.

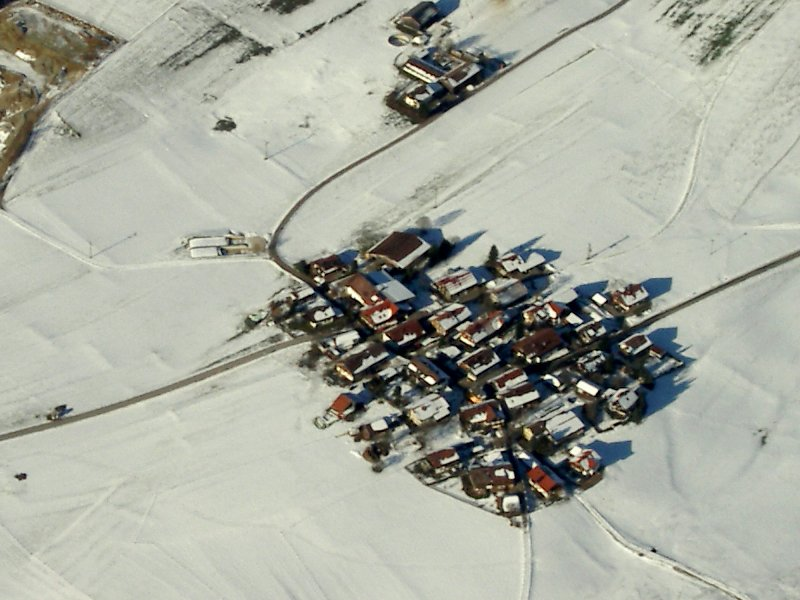
Luftbild

## Geographie
Das Dorf liegt circa zwei Kilometer südlich des Stadtgebiets von Sonthofen. Östlich von Beilenberg befindet sich ein Standortübungsplatz der Bundeswehr. Im Westen verläuft die Bahnstrecke Immenstadt–Oberstdorf.

## Ortsname
Der Ortsname stammt vermutlich vom Familiennamen Bul.

## Geschichte
Beilenberg wurde erstmals urkundlich im Jahr 1361 erwähnt, als bei der Teilung von Heimenhofer Gebrüber der Weiher in Bülenberg  an Oswald von Heimenhofen fällt. Die Kapelle Maria vom Guten Rat wurde im Jahr 1779 anstelle eines älteren Baus erbaut.

## Baudenkmäler
Siehe: Liste der Baudenkmäler in Beilenberg